# Генова, Ружка
Ружка Милчева Генова (урожд. Цветкова; род. 31 июля 1963, Плевен) — болгарская шахматистка и педагог, международный мастер (1988) среди женщин. Победительница личного чемпионата Болгарии (1988), многократная победительница клубных чемпионатов Болгарии. Международный арбитр (2013).

## Биография
В начале игровой карьеры выступала под девичьей фамилией Цветкова, в 1980-е годы переехала из Плевена в Пловдив и в дальнейшем играла под фамилией Генова. Воспитанница Плевенской шахматной школы. В шахматы начала играть в 8 лет в плевенском Доме пионеров под руководством отца, доктора Милче Цветкова. В 1976 году выиграла чемпионат Болгарии среди пионерок, на следующий год в командном первенстве страны среди девочек показала лучший результат на 1-й доске. В 1978 году впервые выступила за национальную женскую сборную в ходе традиционного матча команд Болгарии и Румынии. В 1980 году на чемпионате Болгарии среди девушек поделила 1—2 места, по коэффициенту Бухгольца уступив золото Маргарите Войской.
В 1980 году состоялся также дебют Цветковой во взрослом женском чемпионате Болгарии (13-е место с 5 очками из 13). В общей сложности она играла в финальных турнирах чемпионата Болгарии 19 раз, за это время завоевав один чемпионский титул (в 1988 году), дважды становилась вице-чемпионкой и 4 раза бронзовым призёром. Одержала 86 побед при 46 поражениях и 81 ничьей. В командных чемпионатах Болгарии с клубом «Локомотив» (Пловдив) завоевала 7 золотых и 3 серебряных медали, с клубом «Локомотив 2000» — 1 золотую, 1 серебряную и 3 бронзовых медали. В 1989 и 1998 годах участвовала в зональных турнирах чемпионата мира среди женщин, в 2003 году — в личном чемпионате Европы среди женщин.
Признавалась лучшим игроком сборной Болгарии по итогам матчей с командами ГДР (1987) и Греции (1990). Выиграла ряд личных международных турниров, в том числе в 1992 году в Сараево, в 1993 году в Белграде, в 1999 году в Скопье, Афинах и Икарии, в 2000 году в Икарии и Турине. В 2013 году стала чемпионкой Европы среди сеньоров (ветеранская возрастная категория старше 50 лет) по быстрым шахматам.
Окончила Высший финансово-экономический институт им. Д. А. Ценова (Свиштов), получив степень по экономике, и Национальную спортивную академию им. Васила Левского по специальности «Учитель физкультуры и спорта». Несколько лет провела в начальных школах в качестве директора и заместителя директора. С 2001 года — сотрудница спортивной школы «Васил Левски» в Пловдиве, в том числе на протяжении 12 лет в должности заместителя директора по административной части, а с июля 2019 года — в должности директора. В 2013 году Ружке Геновой присвоено звание международного арбитра ФИДЕ.

## Изменения рейтинга
| Графики недоступны из-за технических проблем. См. информацию на Фабрикаторе и на mediawiki.org. |